# San Pedro, Venado
San Pedro är en ort i Mexiko.   Den ligger i kommunen Venado och delstaten San Luis Potosí, i den centrala delen av landet, 400 km nordväst om huvudstaden Mexico City. San Pedro ligger 1 675 meter över havet och antalet invånare är 135.
Terrängen runt San Pedro är en högslätt. Runt San Pedro är det glesbefolkat, med 10 invånare per kvadratkilometer. Närmaste större samhälle är Polocote de Arriba, 15,4 km nordväst om San Pedro. Omgivningarna runt San Pedro är i huvudsak ett öppet busklandskap.